# Податок на додану вартість
Пода́ток на до́дану ва́ртість (ПДВ) — це непрямий податок, який входить в ціну товарів (робіт, послуг) та сплачується покупцем, але його облік та перерахування до державного бюджету здійснює продавець (податковий агент).
Основою для розрахунку ПДВ виступає додана вартість — знов створена вартість підприємством за рахунок його власних факторів виробництва (землі, капіталу, робочої сили, підприємництва). Відповідно, додана вартість складається з: 1) ренти, оренди; 2) амортизації; 3) заробітної плати; 4) прибутку.
Облік ПДВ та визначення сум цього податку нерозривно пов’язані з такими основними поняттями:
- Податкове зобов’язання — загальна сума податку на додану вартість, одержана платником ПДВ в звітному періоді (в складі вартості проданих покупцеві товарів, робіт, послуг)[1]
- Податковий кредит — сума ПДВ, на яку платник цього податку має право зменшити податкове зобов’язання звітного періоду, визначена за правилами, встановленими Податковим кодексом України[2]
- Бюджетне відшкодування — відшкодування від’ємного значення ПДВ платнику цього податку (за умови підтвердження правомірності бюджетного відшкодування)[3]

Залежно від того, чи набуває різниця між сумою податкового зобов'язання та сумою податкового кредиту звітного періоду позитивного або від’ємного значення, у платника ПДВ виникає:
- обов'язок сплати ПДВ до бюджету (позитивне значення)
- право на бюджетне відшкодування (від’ємне значення)

ПДВ є не тільки потужною складовою надходжень до державного бюджету, але й виступає інструментом стимулювання експорту. Експорт обліковується за ставкою 0% і експортери за підсумками своєї діяльності мають право на відшкодування ПДВ державою. В Україні відшкодування ПДВ довгі роки було одним з найбільш болючих питань. Але в 2017 році була запущена система автоматичного відшкодування ПДВ і це майже повністю вирішило проблеми повернення ПДВ експортерам.

## Історія виникнення
Першим описав механізм дії ПДВ французький спеціаліст Моріс Лоре у 1954 р. Він обґрунтував переваги ПДВ перед іншими універсальними акцизами — податком з обороту і податком з продажу. У 1967 р. ПДВ вперше запроваджується у Данії, 1968 р. — у Франції та Німеччині, у 1969 — у Нідерландах та Швеції. На сьогодні ПДВ стягується у 140 країнах світу. Серед розвинутих країн ПДВ немає лише у США, де стягується податок з продажів[джерело?].

## ПДВ в Україні
ПДВ — загальнодержавний податок в Україні. Податковий кодекс України містить окремий розділ (Розділ V) під назвою «Податок на додану вартість» (статті 180–211):
Розміри ставок податку визначає Податковий кодекс України. Ставки податку встановлюються від бази оподаткування в таких розмірах:
- а) 20 відсотків[6];
- б) 14 відсотків
- в) 7 відсотків
- г) 0 відсотків.

ПДВ — найзначніший за обсягом з усіх податків, які нараховуються в Державний бюджет. Він становить 39,7% від загальних надходжень до держбюджету за 2008 рік (35,7% в 2007 році) і є найбільшим за обсягом джерелом доходів держави.
В Україні податок на додану вартість був введений в дію 1 січня 1992 року Законом «Про податок на добавлену вартість» від 20.12.1991. Закон діяв лише до червня 1993 року — і був замінений декретом КМУ «Про податок на добавлену вартість» від 26 грудня 1992 року. Згодом, 3 квітня 1997 року, було прийнято Закон України «Про податок на додану вартість», який набув чинності 1 липня 1997. Цей закон втратив чинність на підставі нового Податкового Кодексу України від 02.12.2010 року, який набув чинності з 01.01.2011р.
Платниками податку є як фізичні, так і юридичні особи, які здійснюють підприємницьку діяльність в Україні. Обов'язковою для оподаткування є діяльність на суму, яка перевищує 1000000 гривень за 12 попередніх календарних місяців. Податковим кодексом України визначено перелік суб'єктів, які у своїй діяльності можуть застосовувати касовий метод податкового обліку.
Об'єктом оподаткування є продаж товарів (робіт, послуг) на митній території України (здійснюване як резидентами, так і нерезидентами), завезення товарів і послуг (в тому числі в вигляді оренди чи лізингу) та вивезення товарів та послуг за межі митної території України.
Не є платниками ПДВ філії, оскільки відповідно до Цивільного Кодексу України вони не є ні юридичними особами, ні суб'єктами підприємницької діяльності.
Існує також перелік видів операцій, які не належать до об'єкта оподаткування, серед яких:
- надання послуг зі страхування
- виплата заробітної плати, інших грошових виплат, дивідендів
- випуск, розміщення і продаж цінних паперів
- передача основних фондів у формі внесків у статутні фонди юридичних осіб в обмін на їхні корпоративні права

Існують також операції, які не оподатковуються ПДВ, наприклад, продаж вітчизняних книг, ремонт установ освіти та охорони здоров'я, послуги освіти та охорони здоров'я, передача земельних ділянок, послуги з транзитних перевезень територією України та ін.
Базою податку на додану вартість є фактична (договірна) ціна товару чи послуги.
У випадку, якщо звичайна ціна (ціна даного товару чи послуги за умови його продажу стороннім особам — які не мають жодних відносин з постачальником) перевищує фактичну більш ніж на 20%, то базою оподаткування є звичайна ціна.
Якщо товар чи послуга є імпортованою, то базою є договірна ціна, але не менша за митну вартість.
Слід мати на увазі, що до бази оподаткування включено всі податки — в тому числі й акцизний та митний збори.
Існує чотири можливих ставки оподаткування — звичайна (20%), знижена (14%), знижена (7%) і нульова (0%).
14% ставка діє для певних видів сільськогосподарської продукції:
- пшениця і суміш пшениці та жита (меслин);
- ячмінь;
- кукурудза;
- соєві боби, подрібнені або неподрібнені;
- насіння свиріпи або ріпаку, подрібнене або неподрібнене;
- насіння соняшнику, подрібнене або неподрібнене).[9]

7% ставка діє для різноманітних культурно-мистецьких заходів:
- постачання послуг з показу (проведення) театральних, оперних, балетних, музичних, концертних, хореографічних, лялькових, циркових, звукових, світлових та інших вистав, постановок, виступів професійних мистецьких колективів, артистичних груп, акторів та артистів (виконавців), кінематографічних прем’єр, культурно-мистецьких заходів;
- постачання послуг із показу оригіналів музичних творів, демонстрації виставкових проєктів, проведення екскурсій для груп та окремих відвідувачів у музеях, зоопарках та заповідниках, відвідування їх територій та об’єктів відвідувачами;
- постачання послуг із розповсюдження, демонстрування, публічного сповіщення і публічного показу фільмів, адаптованих відповідно до законодавства в україномовні версії для осіб з порушеннями зору та осіб з порушеннями слуху.
- постачання послуг із тимчасового розміщування (проживання), що надаються готелями та подібними засобами тимчасового розміщування (клас 55.10 група 55 КВЕД ДК 009:2010).
- операцій з постачання на митній території України та ввезення на митну територію України:
  - лікарських засобів, дозволених для виробництва і застосування в Україні та внесених до Державного реєстру лікарських засобів;
  - медвиробів, які внесені до Державного реєстру медичної техніки та виробів медичного призначення або відповідають вимогам відповідних технічних регламентів, що підтверджується документом про відповідність, та дозволені для надання на ринку та/або введення в експлуатацію і застосування в Україні;
  - лікарських засобів, медичних виробів та/або медичного обладнання, дозволених для застосування в межах клінічних випробувань, дозвіл на проведення яких надано центральним органом виконавчої влади, що забезпечує формування державної політики у сфері охорони здоров’я.[10]

Нульова ставка оподаткування застосовується щодо:
- експортованих товарів та супутніх експорту послуг;
- поставок для заправки або постачання морських (океанських) суден, що використовуються для діяльності, здійснюваної за межами територіальних вод України;
- поставок для заправки або постачання повітряних суден, що виконують міжнародні рейси для навігаційної діяльності чи перевезення пасажирів або вантажів за плату;
- поставок для заправки або постачання космічних кораблів;
- поставок товарів і послуг магазинами безмитної роздрібної торгівлі, що перебувають в митній зоні;
- послуг з перевезення пасажирів чи вантажів з митної території України за кордон.

Розрахунок бази оподаткування = собівартість + прибуток + податки і збори.
База оподаткування при ввезенні придбаних іноземних товарів = митна вартість + транспортні витрати + страхування + інші витрати.
Податкове зобов'язання платника податку — загальний ПДВ, що нарахована платником податків і включена до робіт, послуг, які надаються у звітному періоді. Податковий кредит — сума податку на додану вартість, що сплачена платником податку у звітному періоді, у зв'язку з придбанням товарів, вартість яких належить до валових витрат виробництва і основних фондів чи нематеріальних активів, що підлягають амортизації. Термін сплати ПДВ — 12 або 40 днів.
Невід'ємно з податковим кредитом пов'язане поняття відшкодування ПДВ.
Бюджетне відшкодування ПДВ — сума, що підлягає поверненню платнику податку з бюджету у зв'язку з надмірною сплатою податку. Єдиною підставою для формування податкового кредиту, є наявність у платника податку — покупця товарів( робіт, послуг)  податкової накладної, зареєстрованої в ЄРПН.
Відшкодування ПДВ здійснюється згідно ст.200 Податкового кодексу України у хронологічному порядку відповідно до черговості внесення до Реєстру заяв про повернення суми бюджетного відшкодування.  Технічно відшкодування реалізується Системою електронного адміністрування ПДВ.
За 2016 рік було відшкодовано 94.4 млрд грн. ПДВ

### СМКОР
СМКОР – це автоматизована система моніторингу відповідності податкової накладної/розрахунку коригування критеріям оцінки ступеня ризиків. Система працює в автоматизованому порядку та зупиняє реєстрацію ПН/РК, які відповідають критеріям ризиковості операцій або критеріям ризиковості платника ПДВ. Зазначені критерії затверджені постановою КМУ від 11 грудня 2019 року «Про затвердження порядків з питань зупинення ПН/РК в ЄРПН».  Це основний документ яким визначено механізм зупинення реєстрації ПН/РК в ЄРПН, організаційні та процедурні засади діяльності комісій з питань зупинення реєстрації ПН/РК, права та обов'язки їх членів.
СМКОР працює з 2017 року. Її основне завдання упередження формування та розповсюдження схемного податкового кредиту по ланцюгу постачання до реального сектору економіки, на меті якого є мінімізація сплати податків.

## Таблиці податкових ставок

### КраїниЄС
| Країна     | Стандартна ставка | Знижена ставка                                             | Абревіатура  | Назва                                                                          |
| ---------- | ----------------- | ---------------------------------------------------------- | ------------ | ------------------------------------------------------------------------------ |
| Австрія    | 20%               | 12% або 10%                                                | USt.         | Umsatzsteuer                                                                   |
| Бельгія    | 21%               | 12% або 6%                                                 | BTW TVA MWSt | Belasting over de toegevoegde waarde Taxe sur la Valeur Ajoutée Mehrwertsteuer |
| Болгарія   | 20%               | 9%                                                         | DDS = ДДС    | Данък Добавена Стойност                                                        |
| Данія      | 25%               |                                                            | moms         | Merværdiafgift                                                                 |
| Німеччина  | 19%               | 7%                                                         | MwSt./USt.   | Mehrwertsteuer/Umsatzsteuer                                                    |
| Греція     | 23%               | 13% або 6,5% (знижений на 30% до 13%, 6% і 3% на островах) | ΦΠΑ          | Φόρος Προστιθέμενης Αξίας                                                      |
| Ірландія   | 21%               | 13.5%, 4,8% або 0%                                         | CBL VAT      | Cáin Bhreisluacha Value Added Tax                                              |
| Іспанія    | 18%               | 8% або 4%                                                  | IVA          | Impuesto sobre el valor añadido                                                |
| Італія     | 22%               | 10%, 6%, або 4%                                            | IVA          | Imposta sul Valore Aggiunto                                                    |
| Кіпр       | 15%               | 5%                                                         | ΦΠΑ          | Φόρος Προστιθεμένης Αξίας                                                      |
| Латвія     | 22%               | 12%                                                        | PVN          | Pievienotās vērtības nodoklis                                                  |
| Литва      | 21%               | 9% або 5%                                                  | PVM          | Pridėtinės vertės mokestis                                                     |
| Люксембург | 17%               | 3%, 8%, або 14%                                            | TVA          | Taxe sur la Valeur Ajoutée                                                     |
| Мальта     | 18%               | 5%                                                         | TVM          | Taxxa tal-Valur Miżjud                                                         |
| Нідерланди | 21%               | 6% або 0%                                                  | BTW          | Belasting over de toegevoegde waarde                                           |
| Польща     | 23%               | 8%, 5% або 0%                                              | PTU/VAT      | Podatek od towarów i usług                                                     |
| Португалія | 23%               | 13% або 6%                                                 | IVA          | Imposto sobre o Valor Acrescentado                                             |
| Румунія    | 19%               | 9%                                                         | TVA          | Taxa pe valoarea adăugată                                                      |
| Словаччина | 20%               |                                                            | DPH          | Daň z pridanej hodnoty                                                         |
| Словенія   | 22%               | 9.5%                                                       | DDV          | Davek na dodano vrednost                                                       |
| Угорщина   | 27%               | 18%, 5%                                                    | ÁFA          | általános forgalmi adó                                                         |
| Фінляндія  | 22%               | 17% або 8%                                                 | ALV Moms     | Arvonlisävero Mervärdesskatt                                                   |
| Франція    | 20%               | 5.5% або 2,1%                                              | TVA          | Taxe sur la Valeur Ajoutée                                                     |
| Швеція     | 25%               | 12% або 6%                                                 | Moms         | Mervärdesskatt                                                                 |
| Чехія      | 21%               | 10%                                                        | DPH          | Daň z přidané hodnoty                                                          |
| Естонія    | 24%               | 13% або 9%                                                 | km           | käibemaks                                                                      |

### Решта світу
| Країна                   | Стандартна ставка | Знижена ставка | Місцева назва |
| ------------------------ | ----------------- | -------------- | --- |
| Австралія                | 10%               | 0%             | GST = Goods and Services Tax                                                                                      |
| Аргентина                | 21%               | 10.5% або 0%   | IVA = Impuesto al Valor Agregado                                                                                  |
| Білорусь                 | 20%               |                | ПДВ = Падатак на дададзеную вартасць                                                                              |
| Боснія і Герцеговина     | 17%               |                | PDV = Porez na dodatu vrijednost                                                                                  |
| Венесуела                | 11%               | 8%             | IVA = Impuesto al Valor Agregado                                                                                  |
| Велика Британія          | 20%               | 5% або 0%      | VAT=Value Added Tax                                                                                               |
| В'єтнам                  | 10%               | 5% або 0%      | GTGT = Gia Tri Gia Tang                                                                                           |
| Гаяна                    | 16%               | 14%            | VAT = Value Added Tax                                                                                             |
| Джерсі                   | 3%                | 0%             | GST = Goods and Sales Tax                                                                                         |
| Домініканська Республіка | 6%                | 12% або 0%     | ITBIS = Impuesto sobre Transferencia de Bienes Industrializados y Servicios                                       |
| Ісландія                 | 24.5%             | 14%3           | VSK = Virðisaukaskattur                                                                                           |
| Індія4                   | 12.5%             | 4%, 1%, або 0% | VAT = Valued Added Tax                                                                                            |
| Ізраїль                  | 15.5%5            |                | Ma'am = מס ערך מוסף                                                                                               |
| Казахстан                | 13%               |                | ҚCҚ = Қосымша салық құны, ҚCҚ = Қосылған құнға салынатын салық, ҚҚС = қосылған құн салығы                         |
| Канада                   | 6% або 14%1       | 4.5%           | GST = Goods and Services Tax, TPS = Taxe sur les produits et services                                             |
| КНР2                     | 17%               | 6% або 3%      | 增值税 |
| Ліван                    | 10%               |                | TVA = Taxe sur la valeur ajoutée                                                                                  |
| Північна Македонія       | 18%               | 5%             | ДДВ = Данок на Додадена Вредност                                                                                  |
| Малайзія6                | 5%                |                | GST = Goods and Services Tax CBP = Cukai Barang dan Perkhidmatan                                                  |
| Мексика                  | 16%               | 0%             | IVA = Impuesto al Valor Agregado                                                                                  |
| Молдова                  | 20%               | 5%             | TVA = Taxa pe Valoarea Adăugată                                                                                   |
| Нова Зеландія            | 15%               |                | GST = Goods and Services Tax                                                                                      |
| Норвегія                 | 25%               | 14% або 8%     | MVA = Merverdiavgift (неформально moms)                                                                           |
| Парагвай                 | 10%               | 5%             | IVA = Impuesto al Valor Agregado                                                                                  |
| Перу                     | 19%               |                | IGV = Impuesto General a la Ventas                                                                                |
| Росія                    | 20%               | 10% або 0%     | НДС = Налог на добавленную стоимость                                                                              |
| Сальвадор                | 13%               |                | IVA = Impuesto al Valor Agregado                                                                                  |
| Сербія                   | 18%               | 8% або 0%      | PDV = Porez na dodatu vrednost                                                                                    |
| Сінгапур                 | 9%                |                | GST = Goods and Services Tax                                                                                      |
| Таїланд                  | 7%                |                | VAT = Value Added Tax, ภาษีมูลค่าเพิ่ม                                                                                 |
| Тринідад і Тобаго        | 15%               |                | |
| Туреччина                | 18%               | 8% або 1%      | KDV= Katma değer vergisi                                                                                          |
| Україна                  | 20%               | 14%, 7% або 0% | ПДВ= Податок на додану вартість з 01.07.1997р                                                                     |
| Уругвай                  | 23%               | 14%            | IVA = Impuesto al Valor Agregado                                                                                  |
| Філіппіни                | 12%7              |                | RVAT = RVAT або Reformed Value Added Tax, локально відомий як Karagdagang Buwis                                   |
| Хорватія                 | 22%               | 0%             | PDV = Porez na dodanu vrijednost                                                                                  |
| Чилі                     | 19%               |                | IVA = Impuesto al Valor Agregado                                                                                  |
| Еквадор                  | 12%               |                | IVA = Impuesto al Valor Agregado                                                                                  |
| Швейцарія                | 7.6%              | 3.6% або 2,4%  | MWST = Mehrwertsteuer, TVA = Taxe sur la valeur ajoutée, IVA = Imposta sul valore aggiunto, VAT = Value Added Tax |
| Шрі-Ланка                | 15%               |                | VAT = Valued Added Tax                                                                                            |
| ПАР                      | 14%               | 0%             | VAT = Valued Added Tax                                                                                            |
| Південна Корея           | 10%               |                | 부가세 = 부가가치세                                                                                               |
| Японія                   | 8%                |                | Consumption tax = 消費税                                                                                          |

Note 1: Деякі канадські провінції стягують у розмірі 14% так званий harmonized sales tax (буквально «гармонізований податок на продажі») — комбінацію федерального і провінційного ПДВ. У інших, федеральний податок на продажі стягується у розмірі 6%, а провінція може стягувати свій, окремий, податок на продажі. Як правило, для нового житла повертається частина податку, що фактично зменшує податок до 4,5%.
Note 2: Ці податки не стягуються в Гонконзі і Макао, що є фінансово незалежними спеціальними адміністративними регіонами.
Note 3: У жовтні 2006 року, уряд повідомив, що починаючи з березня 2007, понижена ставка складатиме 7%. Пониженою ставкою обкладатимуться велика частина продуктів харчування, обігрів, номери в готелях, друкарські видання, і (з 1 березня 2007) харчування в ресторанах.
Note 4: В 2 з 28 індійських штатів ПДВ не стягують.
Note 5: ПДВ в Ізраїлі поступово знижується. У березні 2004 року він був понижений з 18% до 17%, у вересні 2005 — до 16,5%, 1 липня 2006 — до 15,5%. Планується подальше зниження ПДВ в найближчому майбутньому, але воно залежатиме від складу Кнесета.
Note 6: Приймаючи бюджет на 2005 рік, уряд повідомив, що ПДВ буде введений в січні 2007. Повідомляється, що товари першої необхідності і дрібні бізнеси будуть звільнені від сплати ПДВ або обкладатися по пільговій схемі. Рівень ПДВ ще не оголошений.
Note 7: 1 січня 2006 президент Філіппін отримав право підвищити ПДВ 12%. ПДВ був підвищений до 12% 1 лютого.
Note 8: 13 листопада 2006 року Чи прем'єр-міністр Сянь (Lee Hsien) повідомив про підвищення ПДВ до 7% починаючи з 1 липня 2007. Додаткові деталі будуть оголошені 15 лютого 2007.
Note 9: Впродовж декількох років штат Джерсі готується до введення податку на продажі для покриття великого бюджетного дефіциту. Розмір ПДВ складатиме 3%. ПДВ, можливо, не стягуватиметься на місцеві продукти харчування (тобто продукти живлення, звільнені від п'ятивідсоткового «острівного податку») і дитячий одяг.
Note 10: З 1 січня 2014 року розмір ПДВ становитиме 17%.